# Universitat Autònoma Metropolitana
La Universidad Autónoma Metropolitana (en català: Universitat Autònoma Metropolitana), sovint abreujat UAM és una institució d'ensenyament superior de Mèxic, fundada el 1974 per decret de Luis Echeverría Álvarez, l'aleshores president de Mèxic. Té cinc unitats acadèmiques localitzades a l'àrea metropolitana de la ciutat de Mèxic. Aquestes unitats són Azcapotzalco, Cuajimalpa, Iztapalapa, Lerma i Xochimilco.

## Història
Un cop conclòs l'històric moviment estudiantil el 1968 a Mèxic, i després d'altres moviments a favor de l'ensenyament i de la reivindicació de millores socials, va fer-se evident la necessitat d'una reforma integral de l'ensenyament a Mèxic.
El 1973, durant el sexenni del president Luis Echeverría Álvarez, l'Associació Nacional d'Universitats i Instituts d'Ensenyament Superior (ANUIES) va lliurar un document al President de la República assenyalant la necessitat d'establir una nova universitat a l'àrea metropolitana de la ciutat de Mèxic, tenint en consideració punts com l'increment de la demanda estudiantil i la cada vegada més insuficiència de les institucions universitàries existents per admetre més alumnes.
Va proposar-se aleshores que el naixent projecte d'universitat constituís una oportunitat per modernitzar l'ensenyament superior del país. Les característiques esperades de la nova universitat eren que fos pública, metropolitana, autònoma, a més d'innovadora en l'ensenyament i en l'organització.
És sota aquestes expectatives que va entrar en vigor la llei per a la creació de la Universitat Autònoma Metropolitana, el dia 1 de gener de 1974. El 10 de gener d'aquell mateix any és nomenat primer rector de la UAM l'arquitecte Pedro Ramírez Vázquez.
La universitat és constituïda des de la seva creació per tres unitats físiques, les quals es troben a Iztapalapa, Azcapotzalco i Xochimilco, amb la idea d'afavorir la descentralització i permetre el ple desenvolupament de cadascuna d'elles. Empíricament, va ubicar-se la investigació científica a la unitat d'Iztapalapa, les carreres tradicionals com l'enginyeria civil i l'arquitectura a la unitat d'Azcapotzalco i l'àrea de salut a la unitat de Xochimilco. Després va decidir-se que la seva organització interna estaria composta per divisions i departaments acadèmics, generant un contrast amb les escoles i facultats de les universitats existents. Cada divisió tenia previst agrupar diverses àrees del coneixement i cada departament disciplines semblants, amb l'objectiu d'atorgar-li una estructura flexible que impedís el rebuig que l'ensenyament va tenir en relació als avenços de la ciència.
El primer rector de la unitat d'Iztapalapa fou el doctor Alonso Fernández González i va iniciar les seves activitats el 30 de setembre de 1974. Al mateix temps, el rector de la unitat d'Azcapotzalco fou el doctor Juan Casillas García de León, que va obrir l'11 de novembre de 1974. Per a la unitat de Xochimilco fou nomenat rector el doctor Ramón Villarreal Pérez, que va començar com a docent també l'11 de novembre del mateix any.